# テレビ宮崎
株式会社テレビ宮崎（テレビみやざき、Miyazaki Telecasting  Co., Ltd.）は、宮崎県を放送対象地域としたテレビジョン放送事業を行っている特定地上基幹放送事業者である。
略称はUMK（UHF Miyazaki K.K.）。呼出符号はJODI-DTV（宮崎 16ch / 1 kW）。FNNを中心にNNNとANNの3つのネットワークに加盟しており、現在国内で唯一の3局クロスネット局となっている。
イメージキャラクターも兼ねるシンボルマークの愛称はみるるん。地上デジタル放送PRキャラクターの名前は「デジみる」。マスコットキャラクターはイルカのゆっぴー。
現在のキャッチフレーズは「You&UMK」。

## 概要
1970年4月1日、宮崎放送（MRT）に次ぐ宮崎県で2番目の民放テレビ局として開局し、2006年12月に地上デジタル放送とワンセグの本放送を開始した。宮崎県内では最後に開局したテレビ局である。
開局時にネット比率が6:2:2（左からフジテレビ、日本テレビ、テレビ朝日）と定められている。2008年時点の編成では5:3:1:1（左からフジテレビ・日本テレビ・テレビ朝日・その他） 、2022年時点の編成では6:3:1（左からフジテレビ・日本テレビ・テレビ朝日）となり、フジテレビ系列を中心とした3系列のクロスネットである。プライムタイムにフジテレビ系以外の番組も放送する。
2022年時点の主要株主は関西テレビ放送、読売新聞グループ本社、フジ・メディア・ホールディングス、宮崎日日新聞社、宮崎県経済農業協同組合連合会（JA宮崎経済連）、全国共済農業協同組合連合会、宮崎県信用農業協同組合連合会（JA宮崎信連）（#資本構成も参照）。このうちJA宮崎経済連とJA宮崎信連は2025年3月に宮崎県農業協同組合（JAみやざき）へ統合されている。歴代社長は3代目までは農協関連出身者が務めていたが、2017年に関西テレビ出身の寺村明之が4代目社長に就任、2025年6月20日、1992年にアナウンサーとして入社した前取締役兼編成業務局長の榎木田朱美が社長に就任した。
関連放送局にはエフエム宮崎があり、1984年の開局から2024年3月末までの演奏所（スタジオ）はUMK本社敷地内にある「UMKスポーツスタジオ」に置かれていた。また、宮崎日日新聞とも関係が深く、開局から5年間は宮崎日日新聞取材のニュース番組が放送されていた。これがUMKが開局当初、どのニュースネットワークにも正式加盟できなかった理由となった（運用自体は加盟局と変わりはなかった）。
一方、UMKは朝日新聞との関係は薄い（2018年時点では30,000株保有）。ただし、テレビ朝日と資本関係があり、アナログ放送を実施していた頃は九州の基幹局である九州朝日放送をキー局に文字多重放送を実施していた。
直接受信が可能な地域は、宮崎県のほとんどと鹿児島県の大隅半島の東半分、種子島の一部(主に西之表)、熊本県球磨地方、四国西南地域の愛媛県愛南町から高知県土佐清水市の一部（アナログ放送）。アナログ放送のサービス放送時には鹿児島県開聞町（現・指宿市）や高知県大月町からの受信報告があった。電波そのものはアナログ放送では広島県の放送局に影響を及ぼす規模で、デジタル放送では福岡県久留米市でワンセグ受信が常時可能なほど広範囲に届いている。
当局がフジテレビ系列中心のクロスネットであることなどから、同県内のケーブルテレビ局では他県のフジテレビ系列フルネット局（鹿児島テレビ・テレビくまもと）の再送信を行っていない（鹿児島県曽於市財部町の一部をサービスエリアとする、BTV都城局は除く）。しかし実際には上記のようにフジテレビ系列番組の放送比率は決して高いとはいえず、2008年にケーブルテレビの区域外再放送（当時は区域外再送信と呼称）に関する意見が総務省により募集された際、宮崎ケーブルテレビは「クロスネットで放送される系列全てを区域外再送信の対象とするべき」（フジテレビ系列局も含めるべきということを意味する）と回答した ものの実現には至っていない。また、2010年から2015年まで実施されていた地デジ難視対策衛星放送の対象となる地域の場合、UMKはフジテレビ系列とみなされるため、フジテレビを受信することができる代わりに、日本テレビ・テレビ朝日は受信できなかった。なお、鹿児島県以外の隣県（大分県・熊本県・高知県）の放送局が視聴できる地域は非常に限られるため、フジテレビ系列の非放送番組をそこで補完することはあまりできない。

## 事業所
宮崎本社
〒880-8535 宮崎県宮崎市祇園2丁目78番地
都城支社
〒885-0072 宮崎県都城市上町13街区18号 都城STビル5階
延岡支社
〒882-0035 宮崎県延岡市日の出町1丁目3番6号 UMK延岡ビル2階
日南通信部
〒887-0005 宮崎県日南市材木町2番25号 日南コスモビル内
東京支社
〒104-0061 東京都中央区銀座8丁目8番5号 陽栄銀座ビル5階
大阪支社
〒530-0001 大阪府大阪市北区梅田1丁目2番2号 大阪駅前第2ビル13階
福岡支社
〒810-0001 福岡県福岡市中央区天神2丁目8番41号 福岡朝日会館7階
出典

## 資本構成
企業・団体の名称、個人の肩書は当時のもの。出典：

### 2021年3月31日
| 資本金        | 発行済株式総数 | 株主数 |
| ------------- | -------------- | ------ |
| 330,000,000円 | 660,000株      | 19     |

| 株主                             | 株式数    | 比率   |
| -------------------------------- | --------- | ------ |
| 関西テレビ放送                   | 128,100株 | 19.40% |
| 読売新聞グループ本社             | 113,220株 | 17.15% |
| フジ・メディア・ホールディングス | 065,340株 | 09.90% |
| 宮崎日日新聞社                   | 042,000株 | 06.36% |
| 宮崎県経済農業協同組合連合会     | 039,000株 | 05.90% |
| 全国共済農業協同組合連合会       | 036,000株 | 05.45% |
| 宮崎県信用農業協同組合連合会     | 033,000株 | 05.00% |

## 沿革
- 1968年（昭和43年）

旧ロゴ（1969年 - 2019年）

  - 7月16日 - 宮崎県にUHF民放局への第2次チャンネルプラン割当が決定される[28]。
  - 8月5日 - 同年6月19日までに12社が放送局の開設申請を行っていたことから、免許申請の一局化（一本化）調整を開始[28]。
- 1969年（昭和44年）
  - 2月13日 - 一局化調整が完了[29]。
  - 2月28日 - 株式会社テレビ宮崎として放送局の設置を再申請[29]。
  - 3月14日 - 予備免許交付。
  - 5月15日 - 会社の創立総会を開催[29]。
  - 5月20日 - 会社設立。
  - 5月24日 - 仮本社を宮崎県たばこ会館に開設[29]。
  - 8月23日 - 本社・演奏所の起工式を開催（当時の住所は宮崎市祇園町241番地、現社屋とUMKスポーツスタジオ・エフエム宮崎本社の間の駐車場部分にあたる）[29]。
  - 9月13日 - 略称を「UMK」（UHF Miyazaki K.K.）と決定。最終候補として他に「KTM」（K.K. Television Miyazaki）があったが、当局より1年早く開局したテレビ長崎の略称「KTN」（ - Nagasaki）と混同するとして不採用[29]。
- 1970年（昭和45年）
  - 2月3日 - 試験放送開始[4]。
  - 2月18日 - 番組ネット比率を決定。フジテレビ:日本テレビ:NETテレビ = 6:2:2とした[4]（NETテレビは現在のテレビ朝日）。
  - 3月1日 - サービス放送開始[4]。夕方の『UMKローカルニュース』は宮崎日日新聞の単独製作であった。
  - 3月23日 - 本社・演奏所の落成式を開催[4]。
  - 4月1日 - 宮崎県2番目の民放テレビ局として開局[4]。
  - 7月18日 - 初自社制作番組『ぼくの学校、わたしの学校』放送開始[4]。
  - 9月27日 - 延岡中継局と串間中継局が開局[30]。
- 1971年（昭和46年）
  - 3月18日 - 高千穂中継局開局[31]。
  - 3月21日 - 飯野中継局開局[31]。
  - 7月3日 - ローカルワイドショー番組『スタジオ3時』開始[31]。
  - 9月30日 - 日向中継局開局[30]。
  - 12月15日 - 日之影中継局開局[31]。
  - 12月16日 - 青島中継局開局。中継局7局となりMRTと同数となる[31]。
- 1972年（昭和47年）4月1日 - フジテレビ系の番組供給ネットワーク、FNSの業務協定を調印、正式加盟[32]。
- 1973年（昭和48年）1月26日 - フジテレビ系のニュースネットワーク、FNNに正式加盟[33]。
- 1975年（昭和50年）
  - 3月31日 - UMK初の報道番組『UMKニュース6:45』開始。宮崎日日新聞は事実上ニュース番組の単独製作から撤退したが、形式上は共同製作とした[34]。全国ニュース『FNNニュース6:30』の枠拡大に伴い半年で終了するが、後番組『UMKニュース』も自社製作で継続した。
  - 10月1日 - 本社増築工事が完成[35]。
- 1976年（昭和51年）
  - 4月1日 - テレビ朝日（当時はNETテレビ）系のニュースネットワーク、ANNに正式加盟[36][37]。
  - 11月30日 - ENGシステムを導入[36]。
- 1977年（昭和52年）
  - 3月1日 - 鰐塚山頂にFPU中継基地を設置[38]。
  - 4月2日 - 土曜12時のローカル番組『さんさんサタデー』開始[38]（番組名を変えつつ2019年（平成31年）3月まで継続）。
  - 8月19日 - 『PHOENIX JAZZ INN』（フェニックスジャズイン、現在の『SEAGAIA JAM NIGHT』）を開始[38]。
- 1979年（昭和54年）
  - 4月1日 - 日本テレビ系のニュースネットワーク、NNNに正式加盟[39]。
  - 10月1日 - 平日夕方のワイドニュース番組『UMKニュースレポート』開始[39]（番組名を変えつつ1998年（平成10年）度以降は『UMKスーパーニュース』として放送）。
- 1980年（昭和55年）
  - 3月7日 - 開局10周年を記念して「UMKスポーツスタジオ」が完成[40]。
  - 4月21日 - 延岡市西階（にししな）の移動動物園からコブラが脱走、これを捕獲した瞬間を2度捉える。この報道によりFNN・NNN・ANN3系列の月間賞を受賞する[41]。
- 1982年（昭和57年）4月 - 開局以来初の視聴率三冠を獲得する[42]。
- 1983年（昭和58年）
  - 7月28日 - 当時のホテルサンライト宮崎（大淀川南岸）の屋上にお天気カメラを設置[43]。
  - 12月1日 - APC（番組自動送出装置）を更新（東芝製）[43]。
- 1984年（昭和59年）12月1日 - エフエム宮崎開局。本社はUMKスポーツスタジオを増床するかたちで設けられた[44]。
- 1986年（昭和61年）6月18日 - UMK初の営業放送システム (EDPS) を導入[45]。
- 1989年（平成元年）11月16日 - 初の衛星中継を実施。これに先駆け同年10月17日に本社にSNG受信アンテナを設置し、11月10日にはSNG車が配属された[46]。
- 1990年（平成2年）5月30日 - 音声多重放送開始[47]。
- 1993年（平成5年）4月1日 - 営業放送システムを第2世代に更新（NEC製）[48]。
- 1996年（平成8年）4月 - 韓国・大田放送（SBS系列局）と友好関係を調印。
- 1997年（平成9年）
  - 『JAGAJAGA天国』で放送した「田泥ピック自転車競走」がFNN・NNN・ANN3系列のNG大賞を獲得する[49]。
  - 11月1日 - 文字多重放送開始（九州朝日放送をキー局として開始。他テレビ朝日系列局で開始したADAMSは未実施）[11]。
- 1999年（平成11年）4月 - 中国・大連電視台と友好関係を調印。
- 2000年（平成12年）
  - 3月15日 - 現社屋の起工式を開催[50]。
  - 8月19日 - シンボルマーク「みるるん」制定[51]。
- 2001年（平成13年）
  - 8月1日 - 現社屋の定礎式・建物引渡式を開催[52]。
  - 12月10日 - 現社屋のニューススタジオの運用を開始。最初の番組は昼のANNニュース（ローカル枠）[52]。
- 2002年（平成14年）2月1日 - 現社屋へ移転。旧社屋は同年3月から5月にかけて解体された[53]。
- 2003年（平成15年）4月24日 - 地上デジタル放送のリモコンIDが3chに決定される[54]。
- 2006年（平成18年）
  - 2月1日 - マスター（主調整室）をデジタル放送に対応したものへ更新[55]（NEC製）。
  - 5月29日 - 地上デジタル放送PRキャラクターを「デジみる」に決定[56]。
  - 11月1日 - 地上デジタル放送の試験放送（サービス放送）を開始。同時にデジタル放送対応のニュースサブの運用も開始[57]。
  - 12月1日 - 地上デジタル放送およびワンセグの本放送を開始[56]。
- 2007年（平成19年）10月3日 - 副調整室の放送機器がデジタル放送に対応[57]。『JAGAJAGA天国』など自社制作番組のほとんどがハイビジョン制作となる。10月6日に記念番組『HOT JAGA』を放送[58]。
- 2008年（平成20年）2月24日 - この年から延岡西日本マラソンの完全生中継を開始[59]（録画中継は1994年より実施[60]）。
- 2009年（平成21年） - マスコットキャラクター「ゆっぴー」登場。名前が似ているお笑い芸人のゆってぃとコラボしたステーションジングルも作られる。
- 2011年（平成23年）7月24日 - アナログテレビ放送終了、23時55分に停波[61]。デジタル中継局が設置されなかった野地（延岡市）・飫肥（日南市）・福島（宮崎市）の3中継局は完全廃局となった[30]。
- 2019年（令和元年）5月7日 - UMK初のゴールデンタイム自社制作番組『火曜ゴールデン よかばん!!』開始[62]。
- 2020年（令和2年）
  - 1月1日 - 開局50周年を機に新CIを導入。新しいロゴマークおよび和文ロゴの使用を開始（当初は開局50周年記念サイトのみ使用。同年4月1日より新ロゴに移行完了。）。
  - 6月1日 - UMK初の自社制作ドラマ番組『ひまわりっ 〜宮崎レジェンド〜』開始（同月12日まで全10話放送）[63]。
- 2021年（令和3年）
  - 5月19日 - 国連の「SDGsメディア・コンパクト」に加盟[64][65]。なお、「SDGs宣言」は同年4月1日に行われた[64][66]。
  - 9月13日 - データ放送をリニューアル[67]。

## 送信所

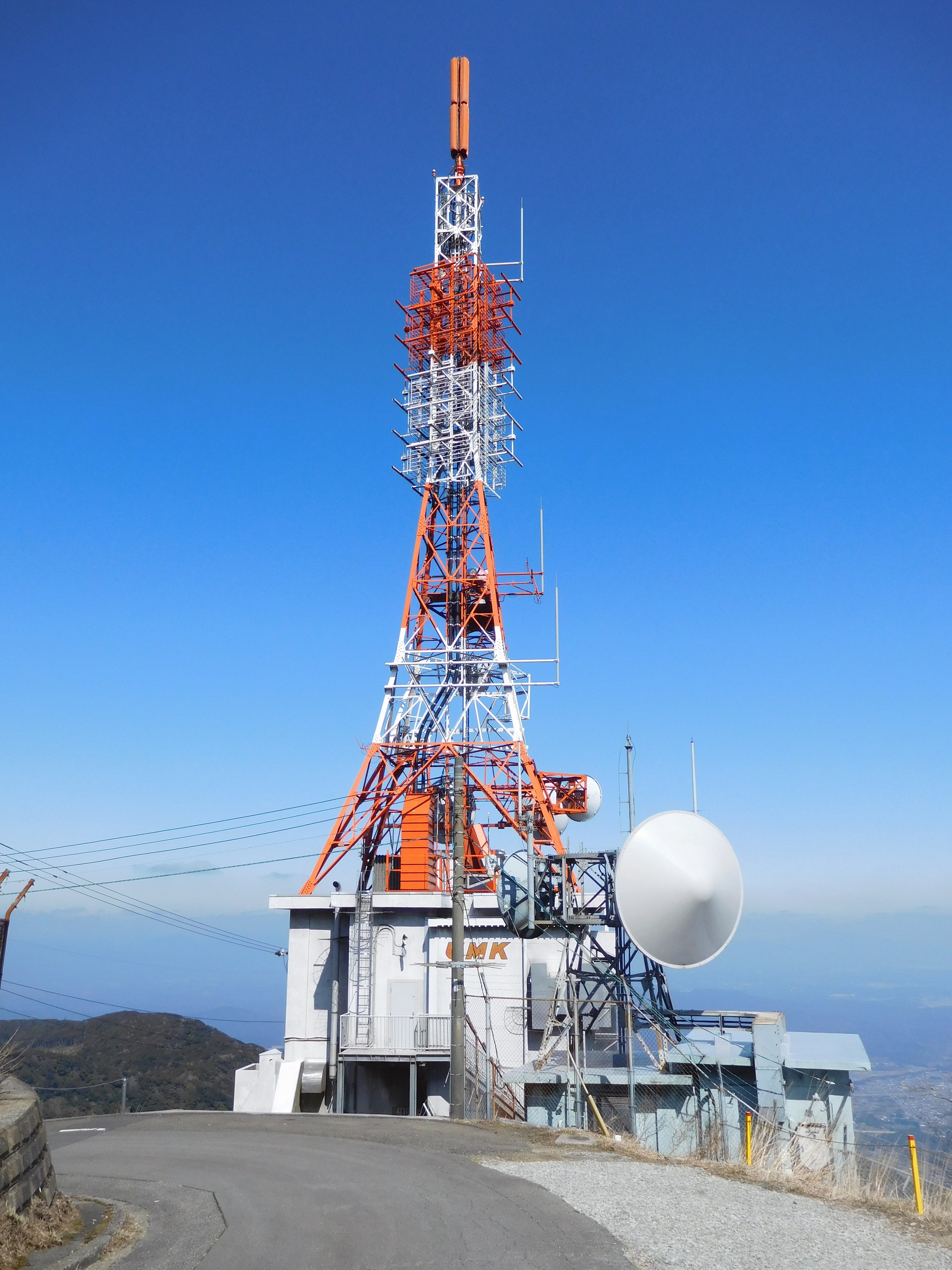
鰐塚送信所（親局、2016年撮影）

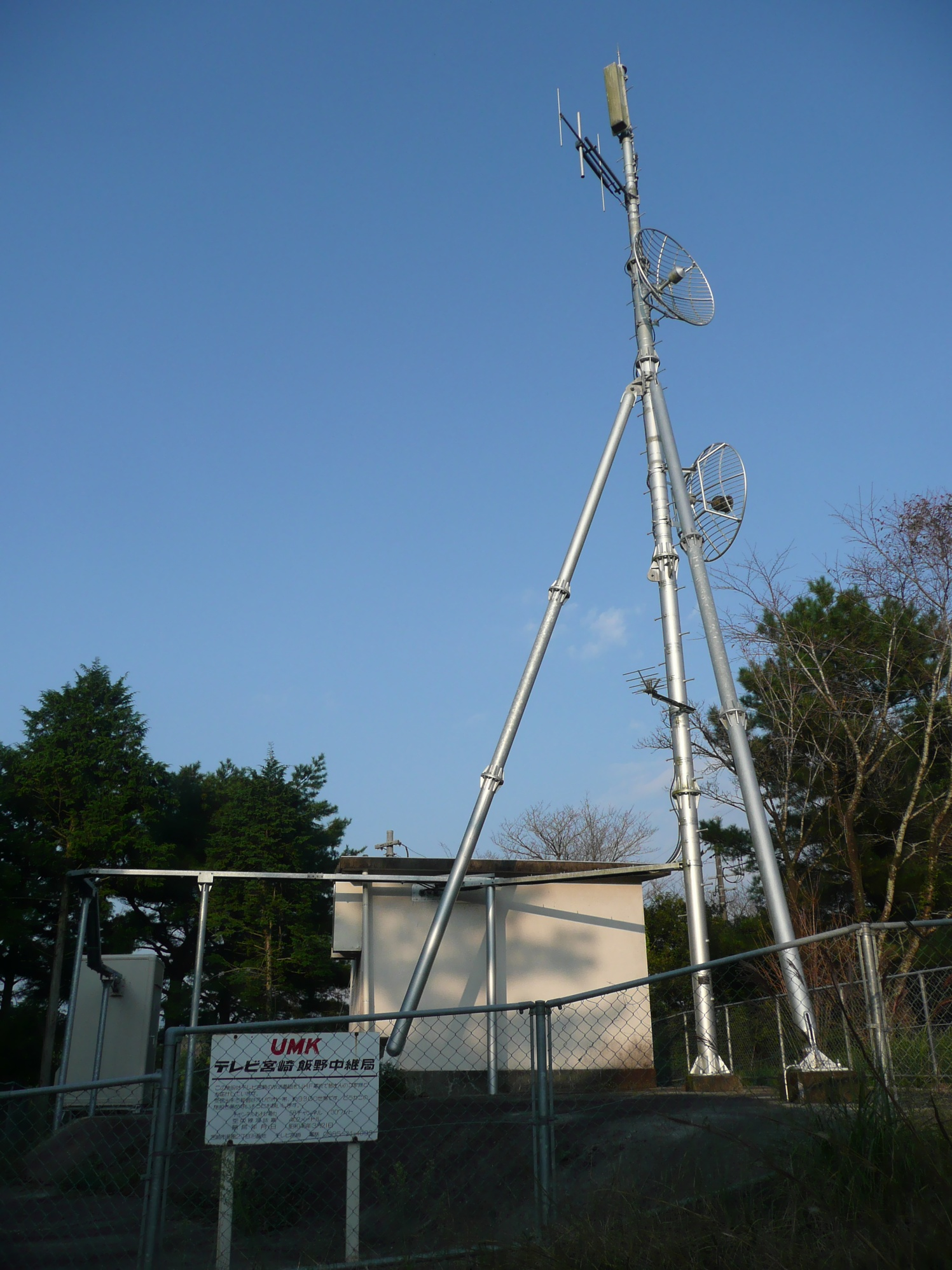
飯野中継局（2008年撮影）

親局は鰐塚送信所、中継局は全て『○○中継局』と称する。アナログ放送では飯野中継局（えびの市）の補間波のみVHF帯で送信されていた。

### デジタル放送
リモコンキーID：3
地上デジタル放送の親局・中継局について開局順で記載。空中線電力が1W以上のものについては太字で表記してある。
| 局                | 物理チャンネル            | 空中線電力      | 所在地                       |
| ----------------- | ------------------------- | --------------- | ---------------------------- |
| 鰐塚 （宮崎親局） | 16ch 周波数:491.142857MHz | 1kW             | 宮崎市（鰐塚山）             |
| 延岡              | 43ch                      | 100W            | 延岡市（愛宕山）             |
| 串間              | 38ch                      | 3W              | 串間市（第二高畑山）         |
| 日向              | 43ch                      | 1W              | 日向市（米ノ山）             |
| 高千穂            | 21ch                      | 10W             | 高千穂町（烏帽子岳）         |
| 真幸              | 31ch                      | 3W              | えびの市（山神隧道上）       |
| 飯野              | 31ch                      | 3W              | えびの市（八幡ヶ丘）         |
| 日南              | 40ch                      | 0.3W            | 日南市（鼓ヶ嶽）             |
| 北五ヶ瀬          | 22ch                      | 1W              | 五ヶ瀬町（桝形山）           |
| 入郷              | 32ch                      | 1W              | 美郷町（清水岳）             |
| 東郷              | 20ch                      | 1W              | 日向市（熊山）               |
| 日向西郷          | 41ch                      | 1W              | 美郷町（造次郎山）           |
| 青島              | 24ch                      | 0.3W            | 宮崎市（城山）               |
| 串間本城          | 38ch                      | 0.1W            | 串間市（高尾城山）           |
| 五ヶ瀬            | 20ch                      | 1W              | 五ヶ瀬町（鏡山）             |
| 北浦              | 51ch                      | 0.3W            | 延岡市（森山）               |
| 酒谷              | 27ch                      | 0.3W            | 日南市（男鈴山中腹）         |
| 日南細田          | 16ch                      | 0.3W            | 日南市（滝ヶ平山）           |
| 日之影            | 32ch                      | 0.1W            | 日之影町（東方高地）         |
| 須木              | 32ch                      | 0.3W            | 小林市（鳥巣山）             |
| 日向八戸          | 31ch                      | 0.3W            | 日之影町（星山）             |
| 岩戸              | 31ch                      | 0.3W            | 高千穂町（城山）             |
| 日南南郷          | 31ch                      | 0.1W            | 日南市（目井津港西側の山）   |
| 串間市木          | 24ch                      | 0.3W            | 串間市（高畑山）             |
| 日向北川          | 31ch                      | 0.1W            | 延岡市（宮原の上）           |
| 北諸塚            | 24ch                      | 0.3W            | 諸塚村（星の久保）           |
| 南諸塚            | 40ch                      | 0.3W            | 美郷町（尾佐渡）             |
| 椎葉              | 40ch                      | 1W              | 椎葉村（上椎葉ダム北方の山） |
| 宮崎内海          | 32ch                      | 0.05W           | 宮崎市（内海駅西側山）       |
| 郷之原            | 32ch                      | 0.05W           | 日南市（北郷町東方の山）     |
| 浦城              | 24ch                      | 0.01W           | 延岡市（浦城東方の山）       |
| 北延岡            | 32ch                      | 0.3W            | 延岡市（延商グラウンド上）   |
| 油津              | 49ch                      | 0.01W           | 日南市（油津港東方の山）     |
| 折生迫            | 24ch                      | 0.01W           | 宮崎市（生田山）             |
| 杉安              | 24ch                      | 0.01W           | 西都市（杉安南方の丘）       |
| 高岡              | 24ch                      | 0.01W           | 宮崎市（中央簡水配水池近）   |
| 日向草場          | 34ch                      | 0.01W           | 日向市（翁神社の上）         |
| 門川              | 34ch                      | 0.01W           | 門川町（城山団地側）         |
| 大王谷            | 34ch                      | 0.01W           | 日向市（大王谷団地南）       |
| 佐土原            | 24ch                      | 0.05W           | 宮崎市（弁天山）             |
| 美々津            | 24ch                      | 0.01W           | 日向市（余瀬南方山斜面）     |
| 神門              | 24ch                      | 0.01W （0.03W） | 美郷町（恋人の丘東方）       |
| 北島浦            | 29ch                      | 0.01W           | 延岡市（宇津木）             |
| 南島浦            | 28ch                      | 0.01W           | 延岡市（白浜地区）           |
| 平和が丘          | 32ch                      | 0.01W           | 宮崎市（池内小学校校門）     |
| えびの            | 49ch                      | 0.01W           | えびの市（えびの高原）       |
| 高鍋              | 32ch                      | 0.05W           | 高鍋町（舞鶴公園）           |

### アナログ放送
2011年7月24日停波時点
| 局                | 物理チャンネル                                  | 空中線電力                   | 所在地                       |
| ----------------- | ----------------------------------------------- | ---------------------------- | ---------------------------- |
| 鰐塚 （宮崎親局） | 35ch 映像周波数:603.26MHz・音声周波数:607.76MHz | 映像出力:10kW 音声出力:2.5kW | 宮崎市（鰐塚山）             |
| 延岡              | 39ch                                            | 1kW                          | 延岡市（愛宕山）             |
| 串間              | 40ch                                            | 30W                          | 串間市（第二高畑山）         |
| 日向              | 29ch・55ch                                      | 10W                          | 日向市（米ノ山）             |
| 高千穂            | 40ch                                            | 100W                         | 高千穂町（烏帽子岳）         |
| 真幸              | 42ch                                            | 3W                           | えびの市（山神隧道上）       |
| 飯野              | 58ch・1ch                                       | 30W                          | えびの市（八幡ヶ丘）         |
| 日南              | 42ch                                            | 3W                           | 日南市（鼓ヶ嶽）             |
| 北五ヶ瀬          | 27ch                                            | 10W                          | 五ヶ瀬町（桝形山）           |
| 入郷              | 59ch                                            | 10W                          | 美郷町（清水岳）             |
| 東郷              | 37ch                                            | 10W                          | 日向市（熊山）               |
| 日向西郷          | 54ch                                            | 10W                          | 美郷町（造次郎山）           |
| 青島              | 57ch                                            | 3W                           | 宮崎市（城山）               |
| 串間本城          | 59ch                                            | 1W                           | 串間市（高尾城山）           |
| 五ヶ瀬            | 29ch                                            | 10W                          | 五ヶ瀬町（鏡山）             |
| 北浦              | 53ch                                            | 3W                           | 延岡市（森山）               |
| 酒谷              | 53ch                                            | 3W                           | 日南市（男鈴山中腹）         |
| 日南細田          | 54ch                                            | 3W                           | 日南市（滝ヶ平山）           |
| 日之影            | 20ch                                            | 1W                           | 日之影町（東方高地）         |
| 須木              | 55ch                                            | 1W                           | 小林市（鳥巣山）             |
| 日向八戸          | 56ch                                            | 3W                           | 日之影町（星山）             |
| 岩戸              | 56ch                                            | 3W                           | 高千穂町（城山）             |
| 日南南郷          | 33ch                                            | 1W                           | 日南市（目井津港西側の山）   |
| 串間市木          | 43ch                                            | 3W                           | 串間市（高畑山）             |
| 日向北川          | 53ch                                            | 1W                           | 延岡市（宮原の上）           |
| 北諸塚            | 58ch                                            | 3W                           | 諸塚村（星の久保）           |
| 南諸塚            | 44ch                                            | 3W                           | 美郷町（尾佐渡）             |
| 椎葉              | 53ch                                            | 10W                          | 椎葉村（上椎葉ダム北方の山） |
| 宮崎内海          | 57ch                                            | 0.5W                         | 宮崎市（内海駅西側山）       |
| 郷之原            | 57ch                                            | 0.5W                         | 日南市（北郷町東方の山）     |
| 浦城              | 62ch                                            | 0.1W                         | 延岡市（浦城東方の山）       |
| 北延岡            | 53ch                                            | 3W                           | 延岡市（延商グラウンド上）   |
| 油津              | 62ch                                            | 0.1W                         | 日南市（油津港東方の山）     |
| 折生迫            | 49ch                                            | 0.1W                         | 宮崎市（生田山）             |
| 杉安              | 62ch                                            | 0.1W                         | 西都市（杉安南方の丘）       |
| 高岡              | 62ch                                            | 0.1W                         | 宮崎市（中央簡水配水池近）   |
| 日向草場          | 62ch                                            | 0.1W                         | 日向市（翁神社の上）         |
| 門川              | 62ch                                            | 0.1W                         | 門川町（城山団地側）         |
| 大王谷            | 59ch                                            | 0.1W                         | 日向市（大王谷団地南）       |
| 佐土原            | 62ch                                            | 0.1W                         | 宮崎市（弁天山）             |
| 美々津            | 56ch                                            | 0.1W                         | 日向市（余瀬南方山斜面）     |
| 神門              | 55ch                                            | 0.1W                         | 美郷町（恋人の丘東方）       |
| 北島浦            | 44ch                                            | 0.1W                         | 延岡市（宇津木）             |
| 南島浦            | 62ch                                            | 0.1W                         | 延岡市（白浜地区）           |
| 平和が丘          | 61ch                                            | 0.1W                         | 宮崎市（池内小学校校門）     |
| えびの            | 62ch                                            | 0.1W                         | えびの市（えびの高原）       |
| 福島              | 62ch                                            | 0.1W                         | 宮崎市（天神山公園）         |
| 飫肥              | 56ch                                            | 0.1W                         | 日南市（飛ヶ峯）             |

## ケーブルテレビ再送信局
下記の地域では、ケーブルテレビ局による区域外再放送が行われている。
- 鹿児島県曽於市（財部町）
  - BTV都城局（2021年3月1日[72] - ）

## クロスネット
上述の通り、UMKはフジテレビ系列を中心に日本テレビ系列やテレビ朝日系列の番組を織り交ぜた編成を実施している。プライムタイムの編成は2022年10月改編時点で以下の通り。
このうち月曜日の21・22時台、火曜日の20時台と22時台は時差ネットとなる。なお、火曜日の19時台と20時台は元々フジテレビの番組編成であるが、フジテレビがローカルセールス枠に設定しているため、19時台は自社制作番組、20時台は時差ネット番組を編成している。ただし、フジテレビがこの時間にネットワークセールス枠に設定した場合は、UMKも同時ネットで放送する。なお、緊急時のニュース等が発生した場合、月曜21時・22時台・火曜22時台の時差ネットをフジテレビ制作の報道特別番組に差し替える場合がある。
|        | 月曜日                      | 火曜日                                            | 水曜日       | 木曜日       | 金曜日                              | 土曜日       | 日曜日       |
| 19時台 | フジテレビ系                | ローカル番組 （フジテレビ系のローカルセールス枠） | フジテレビ系 | フジテレビ系 | 日本テレビ系 （ローカルセールス枠） | フジテレビ系 | 日本テレビ系 |
| 20時台 | フジテレビ系                | 日本テレビ系 （フジテレビ系のローカルセールス枠） | フジテレビ系 | フジテレビ系 | 日本テレビ系                        | フジテレビ系 | 日本テレビ系 |
| 21時台 | テレビ朝日系 （時差ネット） | フジテレビ系                                      | フジテレビ系 | フジテレビ系 | 日本テレビ系                        | フジテレビ系 | 日本テレビ系 |
| 22時台 | テレビ朝日系 （時差ネット） | テレビ朝日系（時差ネット）                        | フジテレビ系 | フジテレビ系 | 日本テレビ系                        | フジテレビ系 | 日本テレビ系 |

| 月曜日 - 金曜日      | 土曜日            | 日曜日            |
| -------------------- | ----------------- | ----------------- |
| めざましテレビ       | めざましどようび  | FNNニュース       |
| サン!シャイン        | 土曜はナニする!?  | ※臨時FNN          |
| ANNニュース          |                   |                   |
| ぽかぽか             |                   |                   |
| 旬感LIVE とれたてっ! |                   |                   |
| Live News イット!    |                   |                   |
| news zero            | Going!Sports&News | Going!Sports&News |

フジテレビ系の番組配給ネットワークであるFNSには加盟し、FNS業務協定にも正式参加している一方、日本テレビ系の同様の組織NNSには加盟していない。また、テレビ朝日系については、ANNニュース協定とネットワーク業務協定には参加しているが、日本テレビ系に比べても消極的であり、昼の『ANNニュース』など一部番組の同時ネットをしているものの、包括的番組供給（テレビ朝日ネットワーク）の対象からは外れ、スポーツニュース制作協定にも参加していない。このため、編成から外れた日本テレビ系とテレビ朝日系の番組の一部（特に後者）はMRTでも放映されている。
クロスネット局ではあるものの、ニュース取材はフジテレビ系のニュースを主力に行っており、日本テレビ系の宮崎県のニュース取材はキー局である日本テレビか九州の基幹局である福岡放送、隣県の熊本県民テレビ、鹿児島読売テレビが行う場合がある。テレビ朝日系についても同様で、九州朝日放送、熊本朝日放送、鹿児島放送、大分朝日放送が取材をする場合がある。反対に『FNN Live News days』・『news every.』・『報道ステーション』などUMKで放映されていない報道番組でUMKの取材映像が使用される事例も台風報道を中心にみられ、中にはUMKのアナウンサーが中継する場合もあり、1人で3系列の中継に同時ネット・裏送り問わず個別で登場することも珍しくない。
かつてFNS番組対抗NG名珍場面大賞などのネットワーク部門では、秋田テレビと並んでほぼ常連のテレビ局であった。特に過去の看板番組だった『さんさんサタデー』や『JAGAJAGA天国』内で発生するアナウンサーのNGが多かった。さらに、クロスネット局であるため、同じNG-VTRを日本テレビ、テレビ朝日系列のNG系の番組で放送し、様々な賞を総なめにした局でもある。
長時間編成番組である『FNS27時間テレビ』は全編を通して放送しているが1987年のスタート時から2009年まで日本テレビの『NNNきょうの出来事』、後の『NNNニュース&スポーツ』（『Going!sports&News』の前身）、2010年までテレビ朝日の正午前の『ANNニュース』についてはそのまま放送し、日曜19時台以降の日本テレビ系の番組は休止し当番組を優先した。
同じく長時間編成番組である『24時間テレビ 「愛は地球を救う」』（日本テレビ系列）では、土曜日 19:00 - 23:10（フジテレビ系同時ネット）、日曜日6:45 - 7:00（『FNNニュース』、ただし遅れネット）、7:00 - 7:30（フジテレビ系同時ネット）、11:50 - 12:00（『ANNニュース』）、17:30 - 19:00（フジテレビ系列同時ネット）に同時ネットを行わない時間帯が発生する。またこれ以外にも同時ネットが行われない時間帯やローカルパートを放送する時間もある。なお、スペシャルドラマや一部の内容は遅れネットで放送する。さらに、『北海道マラソン』と日時が重なった場合は、北海道マラソンの同時ネットが組み込まれていた。なお、2024年は、フジサンケイクラシックの最終日と日時が重なったため。同中継の同時ネットが組み込まれることになった。
2023年8月25日に開幕したFIBAバスケットボール・ワールドカップは日本テレビとテレビ朝日が放映権を獲得し日本テレビが放映権を持つ8月25日の開幕戦1次ラウンドグループE「ドイツ対日本」は当局では中継出来たが8月31日の17位 - 31位決定戦グループO「日本対ベネズエラ」は当局では中継出来なかった。これはフジテレビのネット枠だったためである。なお、9月8日の『バスケットボールW杯特番「歴史を変えた男たち 緊急生出演SP」』と9月10日の決勝戦「ドイツ対セルビア」は放送した。またテレビ朝日が放映権を持つすべての試合も当局では中継しない。これは当局がテレビ朝日の完全系列局（フルネット局）でないためである。当局では録画中継は行っていない。今大会はフィリピンをメイン会場に日本とインドネシアで行われておりこのうち日本では沖縄県で開催されている。同県には日本テレビ系列局はないためNHK沖縄放送局制作でNHK総合テレビが沖縄ローカルで放送しているがNHK宮崎放送局にはネットしない。そのため近隣の日本テレビ、テレビ朝日系列局または動画配信サイトのTVerで視聴する必要があった。
同じことは2022年のFIFAワールドカップにもいえた。2022年大会はジャパンコンソーシアムから外れ、NHK、フジテレビ、テレビ朝日が放送権を獲得したが、当局ではフジテレビ、テレビ朝日が放送権を持つ試合の一部が中継出来なかった。ノックアウトステージ（決勝ラウンド）を例にすると2022年12月5日に開催された「日本対クロアチア戦」はフジテレビが中継したが、当該時間帯のUMKは日本テレビ系列の同時ネット枠であり放送されなかった。ただし、翌12月6日の同時刻に開催された「モロッコ対スペイン戦」は日本テレビ系列の番組を休止した上で同時ネットで中継した。上記のとおり、宮崎県内のケーブルテレビ局では他県フジテレビ系列局の区域外再放送が行われていないため、UMKが放送しないフジテレビ担当の試合の視聴手段は動画配信サイトのABEMAに限られることとなった。
1989年の昭和天皇崩御の放送では昭和最後の日になった1月7日、平成最初の日になった8日ともフジテレビ系列に一本化してネットした。
データ放送は、3系列クロスネットという事情から、フルセグ放送ではキー局のフォーマットを利用せず、独自に製作したものを使用しているが、同時ネット番組の連動データ放送には対応している。独自のシステムであることを生かして、大雨警報や避難情報が発表されると自動的にデータ放送が立ち上がるなど、防災情報を充実させている。一方、ワンセグ放送ではフジテレビのシステムをベースに一部改変したものを使用している。

## 主な放送番組

### 自社制作番組

#### 現在放送中の番組
- UMKニュース（随時）
- 4時どき!（水曜を除く月曜 - 金曜 15:45 - 16:50、水曜 15:45 - 16:35）
- #Link（月曜 - 金曜 18:09 - 19:00）
- Uコレ（月曜 - 木曜 9:50 - 9:55、金曜 9:50 - 9:54）
- You & Live Smile（月曜 - 木曜 11:25 - 11:45、金曜 11:20 - 11:45、2021年1月12日放送開始）
- 火曜ゴールデン よかばん!!（火曜 19:04 - 20:00、再放送：金曜 9:55 - 10:55）
- KICK OFF! MIYAZAKI（水曜 16:35 - 16:50、再放送：土曜 11:30 - 11:45）
- Mama talk TV ママテレ（毎月第1 - 第3土曜 11:00 - 11:30）
- U-doki（土曜 17:56 - 19:00、特番により18:30終了の場合あり）
- Oh!宮崎大地のチカラ（日曜 8:55 - 9:05、特番により土曜日放送の場合あり）
- みやざきゲンキTV（日曜 9:35 - 9:50、特番により土曜日放送の場合あり）
- のびよ!みやざきっ子（日曜 9:50 - 10:00）
- UMKドキュメンタリー（不定期放送）
- 延岡西日本マラソン（フジテレビ系扱い。毎年2月第2日曜8:30 - 11:00、FNS九州7局+BSフジ[注 8]ネット）

### 全国ネット番組

#### プライムタイム・同時ネット
（2025年4月現在）
- 月曜 19:00 - 21:00、火曜 21:00 - 22:00、水曜、木曜、土曜はフジテレビ系列
- 金曜、日曜は日本テレビ系列

#### 主な同時ネット番組
※◇はローカルセールス枠。
フジテレビ系
帯番組
- FNNニュース（日曜 6:00 - 6:15、24時間テレビを放送の場合は6:45 - 7:00に時差ネット）
- めざましテレビ（平日）
- サン!シャイン（平日）
- ぽかぽか（平日、12:00飛び乗り）
- 旬感LIVE とれたてっ!（平日、月〜水曜は14:45飛び降り、関西テレビ制作）
- Live News イット!（毎日）

日曜日
- ボクらの時代
- かのサンド（特番により休止や時差ネットの場合あり）◇
- ミラモンGOLD（東京マラソン（日本テレビ制作）放送日は時差ネット）
- KEIBA BEAT（関西テレビ・東海テレビ・テレビ西日本制作、2020年からGIレース及び一部レースのみ放送）◇
- ちびまる子ちゃん
- サザエさん（プロ野球『日本シリーズ中継（フジテレビ制作）』の場合は別番組や再放送に内容差し替え[76]）

月曜日
- ネプリーグ
- 呼び出し先生タナカ（20:54飛び降り）

火曜日
- フジテレビ火曜9時枠の連続ドラマ

水曜日
- 世界の何だコレ!?ミステリー
- 奇跡体験!アンビリバボー（20:54飛び降り）
- ホンマでっか!?TV
- フジテレビ水曜10時枠の連続ドラマ

木曜日
- ミュージックジェネレーション
- 街グルメをマジ探索!かまいまち（20:54飛び降り）
- この世界は1ダフル
- 木曜劇場

土曜日
- めざましどようび
- 土曜はナニする!?（関西テレビ制作）
- 芸能人が本気で考えた!ドッキリGP
- 新しいカギ（20:54飛び降り）
- 土曜プレミアム

特別番組
- 東京マラソン（毎年3月、日本テレビと1年ごとに交代で中継）
- FNS27時間テレビ（原則7月下旬）ほか

※『千鳥の鬼レンチャン』は通常未放送だが、単発で週末の昼間に遅れネットの実績がある。同番組がベースとなった2023年のFNS27時間テレビやFNS鬼レンチャン歌謡祭2024は同時ネットした。
※『日曜報道 THE PRIME』は通常未放送だが、2022年1月16日、2023年5月21日に限り同時ネット。
日本テレビ系
帯番組
- news zero（平日、オリンピック特別編成の場合は休止あり）
- Going!Sports&News（週末、FNS27時間テレビ放送の土曜日・オリンピック特別編成の場合は休止あり）
- NNNニュース&スポーツ（年末年始の深夜）

日曜日
- ザ!鉄腕!DASH!!（FNS27時間テレビを放送の場合は時差ネット）
- 世界の果てまでイッテQ!（FNS27時間テレビを放送の場合は時差ネット）
- Golden SixTONES（FNS27時間テレビを放送の場合は時差ネット）
- おしゃれクリップ
- 日曜ドラマ

月曜日
- 大悟の芸人領収書
- 開演まで30秒!THEパニックGP

火曜日
- 上田と女がDEEPに吠える夜
- 機動戦士Gundam GQuuuuuuX

水曜日
- 人間研究所 〜かわいいホモサピ大集合!!〜（中京テレビ制作）
- 霧尾ファンクラブ（中京テレビ制作）

木曜日
- 木曜ドラマ（読売テレビ制作）

金曜日
- ニノさん（編成により時差ネットの場合あり）◇
- 沸騰ワード10
- 金曜ロードショー
- FRIDAY ANIME NIGHT

土曜日
- Friday's EDGE（金曜深夜）◇
- バズリズム02（金曜深夜、1:56飛び降り）◇

特別番組
- 新春スポーツスペシャル箱根駅伝[注 10]（毎年1月2日・3日）
- 東京マラソン（毎年3月、フジテレビと1年ごとに交代で中継）
- 全国高等学校クイズ選手権（毎年9月）

※ただし2024年開催分のUMKでの放送はなかった。
- 大王製紙エリエールレディスオープン（最終日のみ）
- JLPGAツアーチャンピオンシップリコーカップ
- ゴルフ日本シリーズJTカップ（最終日のみ）
- 防府読売マラソン（山口放送制作）
- 24時間テレビ（毎年8月下旬、一部時間帯を除く）ほか

24時間テレビのネット
事前特番は編成せず。
土曜 18:30 - 19:00「PART.1」同時ネット、飛び降り。ただし中途半端な飛び降りにならないように18:45頃のミニローカル枠切り替えの段階で日本テレビから飛び降りて自社企画を送る。
この間は通常編成に則りフジテレビ制作の番組を同時ネット
土曜 23:10 - 日曜 6:43「PART.2-4」同時ネット、飛び乗り。この時間より早くフジテレビの番組が終わった場合、逆に日本テレビのドラマスペシャルが継続中の場合は一旦自社企画を挟み、ドラマスペシャル終了のタイミングを見計らってテレビ宮崎側が手動で飛び乗り操作を行っている。
この間は自社制作『Uチェキ!』『FNNニュース』の時差ネットと『ボクらの時代』同時ネット
日曜07:30 - 11:14「PART.5」同時ネット、飛び乗り
この間は通常編成に則り『ミライ☆モンスター』『ANNニュース』同時ネット
日曜 12:00 - 12:24「24時間テレビinみやざき」ローカル枠
日曜 12:24 - 16:54「PART.7」同時ネット
日曜 16:54 - 17:25「24時間テレビinみやざき」ローカル枠
この間は通常編成に則り『UMK Super News』『ちびまる子ちゃん』『サザエさん』同時ネット
日曜 19:00 - 20:54「PART.10」同時ネット、飛び乗り
9月3日 15:35 - 17:30『完全密着! 24時間テレビのウラ側』
翌週以降の日曜13:00 - 14:55「スペシャルドラマ」時差ネット
事前特番は編成せず
土曜 18:30 - 19:00 「PART1」同時ネット、飛び降り。この年は19:00手前まで日本テレビと同時ネット
この間は通常編成に則り、フジテレビ制作の番組を同時ネット
土曜 23:40 - 日曜6:18「PART1 -PART3」同時ネット、飛び降り。
この間は自社制作『Uチェキ!』『OKAWARI UMK』『FNNニュース』の時差ネットと『ボクらの時代』同時ネット
日曜07:30 - 11:14「PART.4」同時ネット、飛び乗り
この間は通常編成に則り『ミライ☆モンスター』同時ネット
日曜 11:45 - 12:24「24時間テレビinみやざき」ローカル枠
日曜 12:24 - 13:30「PART.6」同時ネット、飛び降り
この間は通常編成に則り、フジテレビ制作のゴルフ中継フジサンケイクラシックを同時ネット
日曜 15:00 - 16:54「PART.6」同時ネット、飛び乗り
日曜 16:54 - 17:25「24時間テレビinみやざき」ローカル枠
この間は通常編成に則り『FNN Live News it!』『ちびまる子ちゃん』『サザエさん』同時ネット
日曜 19:00 - 20:54「PART.7」同時ネット、飛び乗り
9月7日 14:30 - 16:25『完全密着! やす子の24時間マラソン　児童養護施設の子どもたちのために』時差ネット
9月14日 15:00 - 16:55　24時間テレビドラマ｢欽ちゃんのスミちゃん  〜萩本欽一を愛した女性〜｣ 時差ネット
※大晦日恒例の「笑って年越したい!!笑う大晦日シリーズ」の放送が、金曜・日曜の場合は同時ネット。
※月曜から金曜の深夜のスポーツニュース番組については1994年度以後、日本テレビ系に一本化された（日曜は2001年度以後、土曜も2003年度以後日本テレビ系に移行した）。
※『news every.』は通常未放送だが2022年7月8日に限り臨時ネット。
テレビ朝日系
- ANNニュース（月曜 - 金曜 11:45 - 12:00[注 12]、土曜 11:45 - 12:00、日曜 11:50 - 12:00）
- アサデス。7（月曜 - 木曜 9:55 - 10:25、九州朝日放送制作）◇
この2つの番組の関係で、9:55 - 12:00の間に有事があり、かつフジテレビが特別番組を組まない場合はANNの報道特別番組や『大下容子ワイド!スクランブル・第1部』を同時ネットすることがある。

##### 補足
- 全国ネットのニュースについては、『ANN』関係のネットは開局時から昼（厳密には9:55 - 12:00）のみのままであり、朝と夕方は『FNN』関係、夜は『NNN』関係のネットとなっている。なお、昼に放送される『ANNニュース』内でのローカルニュースではUMKもANNの共通テロップが使われる。また、『NNN』に関してはネット局のうち唯一非スポンサードネットの扱いとなっている[注 13]。この関係で9:55 - 12:00の間に、フジテレビやテレビ西日本がFNN特番を制作した場合は九州朝日放送制作の『アサデス。7』やテレビ朝日の番組をネットせずにフジテレビやテレビ西日本から受けることがある（逆に言えばフジテレビやテレビ西日本が製作しない限りはKBCやテレビ朝日から受けることがある[注 14]）。一方で日本テレビや福岡放送がNNN特番を制作しても夜間帯やゴールデンタイムでも日本テレビとの曜日にあたらない限りネットすることはない。
- 現在夜9時前のニュースは全曜日共『ローカルニュース』を放送しているが、開局時から1970年代は『ANNニュース』を放送した時期があり、1980年 - 1990年代は月曜日 - 土曜日が『FNN』・日曜日は『NNN』のニュースを放送。2000年代に入って『ローカルニュース』に差し替える曜日があって、月曜日・金曜日が『ローカルニュース』、火曜日 - 木曜日・土曜日が『FNN』・日曜日は『NNN』のニュースを放送。その後『FNN』・『NNN』のニュース共に番組が終了している。
- プライムタイム編成の特徴として2015年3月まで在阪局制作の同時ネットのレギュラー番組が入っていなかったが、同年4月の改編より火曜21時台に関西テレビ制作のレギュラー番組の同時ネットを開始した。関西テレビ制作の同時ネットは1970年代にはあったものの1980年以降は見られなくなり、レギュラー番組としては実質35年以上ぶりの関西テレビ制作の同時ネットとなった。
  - 在阪局制作の同時ネットのレギュラー番組は1994年3月まで日曜19時台前半に放送されていた読売テレビ制作の『おしえて!ガリレオ』以来21年ぶりとなった。
  - 2015年3月まで独立局を除く日本の民放テレビ局114局で唯一在阪局制作のプライムタイムの同時ネットの番組を持っていなかったが、前述の通り火曜21時台に関西テレビの制作枠が設けられたことにより2015年4月から独立局を除く日本の民放テレビ局114局全ての局でゴールデンタイム・プライムタイムに在京キー局・在阪局が制作する双方の同時ネットの番組を持つことになった。
  - 2022年3月までは、水曜・金曜・土曜を除き22時台に連続ドラマ枠が放送されており、同年4月からは日曜から木曜に渡って22時台は連続ドラマ枠が集中することになる。
- 現在の編成は1985年10月からほぼ変わらず今日まで続いている。月曜日と金曜日が多少変わった程度で、その他の曜日はほとんど変わっていない。また、開局から1985年9月まではテレビ朝日の同時ネットのレギュラー番組も入っていたが、同年10月の『ニュースステーション』の開始を機に消滅した。
  - 月曜日の19時台は2014年8月～2015年3月までは日本テレビの同時ネットで、それ以前19時台後半は開局～1981年9月まではフジテレビの同時ネット、同年10月～2014年7月までフジテレビ・日本テレビ・テレビ朝日の遅れネット、20時台は1975年10月～2015年3月までは日本テレビの同時ネットであったが、同年4月からフジテレビの同時ネットに変更した。また、21時台・22時台は開局～1985年3月まではフジテレビの同時ネットであったが、同年4月～9月まではフジテレビの遅れネット、これは月曜22時台が1985年4月～フジテレビ制作枠から関西テレビ制作枠の変更に伴うもの、同年10月からはテレビ朝日の遅れネットに変更し、現在は21時台は「火曜21時ドラマ」[注 15][注 16]（2022年10月から遅れネット[注 17]）、22時台は「木曜ドラマ」[注 18][注 16]（2017年4月から遅れネット）を放送している。
    - 月曜日の19時台と20時台のフジテレビの同時ネットは19時台前半と20時台は開局以来初で、19時台後半は1981年9月『スター千一夜』および『逆転クイズジャック』の終了以来33年半ぶりとなった。

  - 火曜日は2015年3月まで19時台はフジテレビの同時ネットであったが、同年4月から日本テレビの遅れネットに変更した。また、1981年9月まで21時台前半はフジテレビの同時ネット、21時台後半はフジテレビの遅れネットとなったが、1981年10月から「なるほど!ザ・ワールド」放送開始に伴い、21時台は全てフジテレビの同時ネット。これは現在も続いている。さらに、1981年9月まで22時台は日本テレビの同時ネットであったが、同年10月から遅れネットに変更した。
  - 水曜日は1985年9月まで21時台と22時台はテレビ朝日の同時ネットであったが、同年10月からフジテレビの同時ネットに変更した。これは水曜22時台が1985年3月まで関西テレビ制作枠からフジテレビ制作枠変更に伴うもの、月曜21時台・22時台と水曜21時台・22時台との枠交換のため。これまで「夜のヒットスタジオ」が月曜22時台の放送し、1985年4月～水曜21時台・22時台に「夜のヒットスタジオDELUXE」がスタートしたが、UMKは同年10月から放送開始。
  - 木曜日は1985年9月まで22時台はテレビ朝日の同時ネットで、同年10月から1990年3月まで22時台はテレビ朝日の遅れネットであったが、1990年4月からフジテレビの同時ネットに変更した。
  - 金曜日は1981年3月まではフジテレビの同時ネットであったが、同年4月からはMRTが同時ネットだった日本テレビの番組をUMKに移行した。ただし20時台のみで、21時台と22時台は開局～2006年9月までフジテレビの同時ネットであったが、2006年10月から日本テレビの同時ネットに変更した。
  - 土曜日は開局からフジテレビの同時ネットはほぼ変わっていない。
  - 日曜日は開局から日本テレビの同時ネットは変わっていない。
- テレビ東京を除く民放キー局の日曜日の朝の情報番組を唯一ネットしていないのはUMKのみである。テレビ大分は日本テレビ『シューイチ』を放送。

#### 時差ネット番組
※太字は字幕放送。

##### フジテレビ系
- 週刊ナイナイミュージック（月曜 0:55 - 1:25（日曜深夜）、スペシャル番組が22時台から放送の場合は同時ネット）
- フジテレビ月曜9時枠の連続ドラマ（火曜 0:54 - 1:49（月曜深夜）、3時間54分遅れ、現在は『続・続・最後から二番目の恋』を放送中）
- ドキュメント九州（水曜 2:04 - 2:34（火曜深夜）、FNS九州・沖縄ブロックネット）
- 日本の轍（水曜 21:54 - 22:00、関西テレビ制作）
- 酒のツマミになる話（木曜 0:54 - 1:49（水曜深夜））
- 突然ですが占ってもいいですか?（金曜 0:54 - 1:24（木曜深夜））
- おかべろ（金曜 10:55 - 11:25、関西テレビ制作）
- トークィーンズ（土曜 10:30 - 11:00、スペシャル番組が22時台から放送の場合は同時ネット）
- 全力!脱力タイムズ（土曜 23:15 - 23:45）
- 華大さんと千鳥くん（日曜 0:55 - 1:50（土曜深夜）、関西テレビ制作、不定期で同時ネットの場合あり）
- 釣りごろつられごろ（日曜 5:15 - 5:30、テレビ新広島制作、特番により土曜 5:00 - 5:15に放送する場合あり）
- ゲゲゲの鬼太郎 私の愛した歴代ゲゲゲ（日曜 5:30 - 6:00、特番により土曜 5:15 - 5:45に放送する場合あり）
- GO!GO!チャギントン（日曜 6:45 - 7:00）
- ONE PIECE（日曜 7:30 - 8:00）
- ゴリパラ見聞録（日曜 23:25 - 23:55、テレビ西日本制作）
- ネタパレ（不定期放送）

なお、上記以外にも金曜日・日曜日のプライムタイム枠における日本テレビ系列の同時ネット放送枠などの関係で放送できないフジテレビ系のスポーツ中継（主にプロ野球以外）も同日深夜に録画放送を行う（字幕放送も実施される）。

##### 日本テレビ系
- ヒューマングルメンタリー オモウマい店（火曜 20:00 - 20:54、火曜夜にフジテレビ系がネットワークセールスの特番を編成する場合、金曜9:55-10:49になることがある、中京テレビ制作）
- 名探偵コナン（水曜 1:34 - 2:04（火曜深夜）、読売テレビ制作）
- それいけ!アンパンマン（土曜 5:30 - 6:00）
- 世界まる見え!テレビ特捜部（土曜 12:00 - 13:00）
- 有吉ゼミ（土曜 13:00 - 14:00）
- カズレーザーと学ぶ。（土曜 15:00 - 16:00）
- 笑点（土曜 17:00 - 17:30、元日スペシャル・『24時間テレビ』内のスペシャルは放送しない）
- Aランクパーティを離脱した俺は、元教え子たちと迷宮深部を目指す。（日曜 1:50 - 2:20（土曜深夜））
- 秘密のケンミンSHOW 極（日曜 8:00 - 8:55、読売テレビ制作）
- 所さんの目がテン!（日曜 9:05 - 9:35）
- 嗚呼!!みんなの動物園（日曜 12:00 - 13:00）
- ザ!世界仰天ニュース（日曜 13:00 - 13:55）
- 上田と女が吠える夜（日曜 14:00 - 14:55）
- 博士は今日も嫉妬する 人生が楽しくなる最新テクノロジー（日曜 17:25 - 17:30）
- 有吉の壁（不定期放送）
- サクサクヒムヒム ☆推しの降る夜☆（不定期放送）

##### テレビ朝日系
- ちょっと タビ好キ（月曜 10:25 - 10:55、九州朝日放送制作）
- テレビ朝日火曜9時枠の連続ドラマ（月曜 21:00 - 21:54、現在は『天久鷹央の推理カルテ』を放送中）[注 17]
- しあわせのたね｡（月曜 21:54 - 22:00）
- 木曜ドラマ（月曜 22:00 - 22:54、現在は『PJ 〜航空救難団〜』を放送中）
- 激レアさんを連れてきた。（火曜 10:25 - 10:55）
- テレビ朝日水曜21時枠刑事ドラマ（火曜 22:00 - 22:54、現在は『特捜9（final season）』を放送中）
- あざとくて何が悪いの?（水曜 0:59 - 1:34（火曜深夜））
- 人生の楽園（水曜 10:25 - 10:55）
- 渡辺篤史の建もの探訪（木曜 10:25 - 10:50）
- ドラえもん（土曜 5:00 - 5:30）
- ポツンと一軒家（土曜 14:00 - 15:00、水曜 14:45 - 15:45（再放送）、朝日放送テレビ制作）
- 朝メシまで。（土曜 16:00 - 17:00）
- 楽しく学ぶ!世界動画ニュース（不定期放送）
- ザワつく!金曜日（不定期放送）
- キョコロヒー（不定期放送）
- くりぃむナンタラ（不定期放送）
- 夫が寝たあとに（不定期放送）
- 日曜マイチョイス（不定期放送）

##### テレビ東京系
- タクシー運転手さん一番うまい店に連れてって!（火曜 14:45 - 15:45）
- ポケットモンスター（日曜 6:15 - 6:45）

##### 独立局系
- 男女の友情は成立する?（いや、しないっ!!）（金曜 1:24 - 1:54（木曜深夜））

## 過去に放送された番組

### 自社制作番組
- ぼくの学校、わたしの学校（UMK初の自社制作番組[4]）
- TODAYみやざき（終了後、FM宮崎で同名の番組が放送されている）
- Uですこんにちは
- ホットインみやざき
- UMKローカルニュース（1970年3月2日 - 1975年3月31日、宮崎日日新聞社制作）
- UMKニュース6:45（1975年3月31日 - 9月30日、UMK初の自社制作によるニュース番組）
- UMKニュース土曜ライナー（『うぃーく』の原型となったニュース番組）
- UMKニュースレポート（1979年10月1日 - 1988年4月15日）
- UMKニュースリポート（1988年4月18日 - 1992年3月31日）
- UMKスーパータイム（1992年4月1日 - 1997年3月30日）
- UMKニュース ザ・ヒューマン（1997年3月31日 - 1998年3月29日）
- UMKスーパーニュース（1998年3月30日 - 2023年4月2日、以上、夕方ローカルワイドニュース番組）
- UMK奥さまニュース
- UMKニュースアタック
- UMK記者レポート
- うぃーく（2005年7月2日 - 2012年3月31日）
- MIYAZAKI経済ナビ（2007年4月7日 - 2012年3月24日）（ホームドラマチャンネルの「インターローカルアワー」枠で全国放送されていた。）
- スタジオ3時 - 1971年から。『さんさんサタデー』開始を機に終了。
- さんさんサタデー（1977年4月2日 - 1992年9月26日）
- MIYAZAKI土曜メッセ→UMK土曜メッセ（1992年10月3日 - 1995年9月30日）
- JAGAJAGA天国（1995年10月7日 - 2012年3月31日）
- マッポス（2012年4月7日 - 2014年3月29日）
- じゃがじゃがサタデー（2014年4月5日 - 2019年3月30日）
- すてきなあなた
- トモ子の15分（1979年7月7日 - 1980年3月30日）

UMK初のタレント司会番組（松島トモ子司会）。前番組『すてきなあなた』に引き続きユニ・チャーム提供であった。テレビ熊本・テレビ大分・テレビ山口の3局にもネットされた。
- ヤングみやざき
- ダイエー杯宮交シティのど自慢
- ダイエー杯宮交シティカラオケ歌合戦
- アポロの泉だ!歌合戦
- UMKアイラブみやざき
- ドキッとステーション（1985年10月5日 - 1993年3月27日）
- HOT WAVE（1993年4月10日 - 2012年3月24日）
- インサイドM
- 116万人の30分
- ブレンダーU
- テレビ告知板
- こんばんは県庁です
- サンデーみやざき（1985年4月7日 - 2005年3月27日）
- ファイトをつくるスポーツ
- 青春にかける
- ふるさとビデオ百科
- 新鮮とれとれ村
- 旬感!みやざき知っちょる農?（日曜 8:55 - 9:05）（ - 2016年3月20日）
- ライオンのお買い物ドンドン
- 歌謡スポット - 2001年まで放送終了前に放送されていた番組。『明日に向かってはばたく宮崎』と『南のパラダイス』と『大淀川慕情』（作曲・佐藤棟良）が交互に流されていた。
- 学びのひろば（2005年4月3日 - 2008年3月30日）
- ぱんぷきん倶楽部
- UMKママ感情報PAKUPAKU（? - 2008年9月26日）
- UMK情報net3きゅう（2008年10月3日 - 2020年12月25日）
- 深夜開店 乱PUB（各月最終土曜深夜）（ - 2012年3月31日）

※2004年10月31日に放送された （UMKでは11月7日に放送） 『西部警察 SPECIAL』の宮崎ロケに制作協力した。
- パブロフ（2012年4月7日 - 2020年12月）
- シネマNAVI
- バズラナイト（最終土曜 23:40 - 23:55）（2019年4月 - 2021年3月）
- よかとこ発見!蛙亭イワクラ使節団〜伊藤と肥満とサイダーと〜（2022年4月9日 - 2024年3月24日）

### フジテレビ系列
- SMAP×SMAP（関西テレビと共同制作）
- 痛快TV スカッとジャパン
- あしたの内村!!
- 発見!なるほどレストラン→発見!ウワサの食卓→潜入!ウワサの大家族（関西テレビ制作）
- ニッポンのぞき見太郎（関西テレビ制作）
- 華丸大吉&千鳥のテッパンいただきます!（関西テレビ制作）
- 所JAPAN（関西テレビ制作）
- トリビアの泉 〜素晴らしきムダ知識〜
- クイズ!ヘキサゴンII
- ザ・ベストハウス123
- ピカルの定理
- おじゃMAP!!
- とんねるずのみなさんのおかげでした
- 直撃!シンソウ坂上
- VS嵐
- 千鳥のクセがスゴいネタGP
- 潜入!リアルスコープ
- おーい!ひろいき村
- さまぁ〜ずの神ギ問
- めちゃ×2イケてるッ!
- 日本語探Qバラエティ クイズ!それマジ!?ニッポン
- 快傑えみちゃんねる（関西テレビ制作）
- さんまのまんま（関西テレビ制作）

他多数

### 日本テレビ系列
- 人生が変わる1分間の深イイ話（途中打ち切り、mrtへ移行）
- 幸せ!ボンビーガール
- 今夜くらべてみました（深夜時代のみ）
- 月曜から夜ふかし（深夜時代のみ）
- ぐるぐるナインティナイン（2016年9月打ち切り、番組自体は継続中）
- ネプ&イモトの世界番付（mrtから移行）
- 天才!志村どうぶつ園
- 世界一受けたい授業（途中打ち切り）
- 嵐にしやがれ
- 有吉反省会（途中打ち切り）
- ダウンタウンのガキの使いやあらへんで!（2023年3月打ち切り、番組自体は継続中）

他多数

### テレビ朝日系列
- クイズプレゼンバラエティー Qさま!!（途中打ち切り、番組自体は継続中）
- 世界の村で発見!こんなところに日本人（朝日放送テレビ制作）
- ごはんジャパン
- クレヨンしんちゃん（2015年3月打ち切り、番組自体は継続中）
- 土曜ワイド劇場（『月曜ワイド劇場』に改題して放送された）
- 大改造!!劇的ビフォーアフター（朝日放送テレビ制作）
- とっても健康らんど（九州朝日放送制作）

他多数

### テレビ東京系列
- 元祖!でぶや
- 新説!?日本ミステリー
- しましまとらのしまじろう→はっけん たいけん だいすき!しまじろう（テレビせとうち制作、『しまじろう ヘソカ』以降は県内未放送）
- トコトンハテナ（2011年9月打ち切り）
- 美の巨人たち（途中打ち切り）
- チマタの噺（途中打ち切り）
- 超かわいい映像連発!どうぶつピース!!
- 〜夢のオーディションバラエティー〜Dreamer Z（2022年9月打ち切り）

他多数

## かつてのプライムタイムの番組編成

### 開局当初（1970年4月）
- 無印 → 同時ネット
- ★ → 時差ネット

|        | 月曜日                     | 火曜日                         | 水曜日              | 木曜日                        | 金曜日                     | 土曜日                            | 日曜日                                                     |
| 19時台 | NET ひみつのアッコちゃん   | フジ 昆虫物語 みなしごハッチ   | フジ あしたのジョー | NET クイズタイムショック      | 日テレ★ じゃじゃ馬億万長者 | NET★ もーれつア太郎               | 日テレ コント55号の日曜特別号                              |
| 19時台 | フジ クイズグランプリ      |                                |                     |                               |                            |                                   | 日テレ コント55号の日曜特別号                              |
| 19時台 | フジ スター千一夜          |                                |                     |                               |                            |                                   | 日テレ コント55号の日曜特別号                              |
| 20時台 | NET ワールドプロレスリング | フジ テレビ グランドスペシャル | フジ 銭形平次       | フジ プロ野球中継 映画番組    | フジ 今週のヒット速報      | フジ コント55号の やるぞみてくれ! | 日テレ 姿三四郎                                            |
| 21時台 | フジ スパイ大作戦          | フジ テレビ グランドスペシャル | NET 燃えよ剣        | フジ プロ野球中継 映画番組    | フジ 万国びっくりショー    | 関テレ★ 爆笑寄席                  | 日テレ 日立ドキュメンタリー すばらしい世界旅行             |
| 21時台 | フジ スパイ大作戦          | 日テレ 火曜日の女              | NET 燃えよ剣        | フジ 孤独の太陽               | フジ おんなの劇場          | フジ 土曜劇場                     | 日テレ サンデーナイトショー サンデー・ワールド・ボクシング |
| 22時台 | フジ 夜のヒットスタジオ    | 日テレ 火曜日の女              | NET 特別機動捜査隊  | NET ナショナル ゴールデン劇場 | フジ おんなの劇場          | フジ 土曜劇場                     | 日テレ サンデーナイトショー サンデー・ワールド・ボクシング |
| 22時台 | フジ 夜のヒットスタジオ    | 東京12ch★ なつかしの歌声       | NET 特別機動捜査隊  | NET ナショナル ゴールデン劇場 | フジ★ お嫁さん             | 関テレ 大坂城の女                 | NET★ 日本剣客伝                                            |

## アナウンサー・気象予報士・リポーター

### 在籍中
かつてはライバル局の宮崎放送とは対照的にほとんどが宮崎県出身で、大学時代以外はずっと宮崎で過ごした人が多かったが、2020年代以降は県外出身者の採用が目立つ。県外出身者については出身都道府県名を示す。
男性
- 1980年 南出雅之（2017年3月に定年退職。同年4月より嘱託として在籍。大阪府出身）
- 1992年 柳田哲志（アナウンス部副部長）
- 1997年 佐々木六華（奈良県出身の宮崎市育ち、アナウンス部長）
- 2011年 児玉泰一郎（大分朝日放送から移籍）
- 2014年 藤﨑祐貴
- 2021年 オカファーエニス豪（神奈川県出身）
- 2024年 河合皓稀（兵庫県出身）

女性
- 1992年 榎木田朱美（代表取締役社長）
- 2016年 渕上明里
- 2021年 宮崎愛子（大阪府出身）
- 2024年 佐々木紅音（北海道出身）、竹下凛（福岡県出身）
- 2025年 藤松舞（元NHK鳥取放送局）

### 気象予報士
- 酒井晋一郎

### リポーター
- Mr.バニー
- ジェイミー・ハバード

### かつて在籍したアナウンサー
男性アナ
- 1976年
  - 相田久雄（ - 2018年3月、同局報道記者）
- 1982年
  - 鈴木紘夫（関西テレビより出向、 - 1983年、『UMKニュースレポート』キャスター）
- 1983年
  - 高橋巨典（ - 2019年、フリーアナウンサーに転身。）
- 1986年
  - 塚田誉（ - 1990年、地元局のテレビ金沢を経て、現・フリーアナウンサー）
- 2007年
  - 首藤真吾（ - 2012年、他部署へ異動）
- 2009年
  - 岩下克樹（ - 2018年、現・あいテレビ）
- 大野安久（現在、同局スポーツ記者）
- 星野牧人
- 宮本英樹（KBS京都へ移籍）
- 森政勇（テレビ愛知へ移籍）

女性アナ
- 1990年
  - 貴島あゆ美（現在もフリーアナウンサーとしてテレビ宮崎に出演中）
- 1994年
  - 佐々木裕子
  - 枦山珠代（旧姓、現在「佐々木珠代」）
- 1995年
  - 伊藤和美
- 1998年
  - 鶴衛真理
- 1999年
  - 鶴田麻貴子（ - 2007年7月）（元サガテレビキャスター）
- 2000年
  - 政次夏希（ - 2004年、中京テレビに移籍し一旦退社したが2008年10月に復帰）
- 2001年
  - 増田明美（元・青森朝日放送）
- 2003年
  - 二宮朋子（ - 2007年3月、放送大学所属→フリー→会社員。宮崎市出身）
- 2004年
  - 池田麻里子（ - 2007年）
- 2005年
  - 赤間瞳（ - 2009年3月。宮崎市出身）
- 2007年
  - 興梠裕子（ - 2015年3月）
  - 小西麻衣子（ - 2015年3月）
- 2008年
  - 戸澤愛（10月 - 2011年3月、元TOKYO FM、元NHK水戸放送局キャスター）
- 2009年
  - 荒尾茉紀（ - 2019年9月）
- 2012年
  - 武田華奈（ - 2025年3月）
- 2013年
  - 高巣由貴（ - 2023年11月[81]）
- 2020年
  - 秦萌（大阪府出身。2023年4月より同局報道記者）
- 石原賀子
- 尾田考美（現在フリーアナウンサーとして同局に出演中）
- 甲斐聡子
- 笠野衣美（現・テレビ和歌山）
- 河本直子
- 坂本美代
- 島崎富佐子（旧姓、現在成井富佐子）
- 高柳美枝子（フリーアナウンサーに転身。福岡市出身）
- 田中三枝子
- 戸澤真帆（フリーアナウンサーに転身）
- 利国理砂
- 戸高洋子（フリーアナウンサーに転身）
- 飛松聡子
- 長田悦子
- 中村清子（現在同局報道記者）
- 林由里子（ - 2006年12月31日）
- 前田恵（MRTアナウンサーの川野武文と結婚）
- 横山美和（現在フリーアナウンサー。宮崎市出身）
- 脇黒丸みほ

### かつて在籍した気象予報士
- 瀬戸口隆
- 浜田虔郎
- 岩倉尚哉

## その他関係者
- 秋富由利夫
- 中園美香
- 永峰咲希

以上はプロゴルファーの所属契約選手である。テレビ宮崎は宮崎市内に UMKカントリークラブ というゴルフ場を運営していることから、事実上同CC専属として契約を結んでいる。
- 福盛和男（元プロ野球選手。報道部スポーツディレクター）

## キャッチフレーズ
- チャンネルは家族そろってUMK
- Look at U（2000年代以降）
- 夢、未来、感動!
- You&UMK（開局50周年記念 2020年）

## マスコットキャラクター
- ゆっぴー
  - 開局40周年を記念して小林市在住のイラストレーターによって作成されたイルカのキャラクターで、お腹の部分にハートマークがあり、その中に『U』の文字が入っている。名前はUMK＋(ユーエムケープラス)を簡略化したもの。CI導入以降はゆっぴーのみの所属に一本化している。
- みるるん
  - 開局30周年を期に登場し、目の部分だけで表現したシンボルキャラクターで、左目の部分が小さく描かれている。登場と同時に開局当初から使われているロゴの『U』の部分が赤く、『MK』の部分が青くなった。通常はUMKのロゴの左側に配置していて、みるるんもUMKのロゴを構成している。着ぐるみはUMKのロゴから手足を出しているだけで、FNS27時間テレビ（2001年）の企画「FNS最強キャラクター大相撲」に合わせて登場した。ロゴタイプをそのまま立体化するのは珍しい方であり、後述のデジみるが登場した後は、『まつりえれこっちゃみやざき』で当社の踊り連の一員にみるるんの着ぐるみはUMKの看板代わりとして参加しているのみであった。みるるんのバリエーションは豊富にあり、テレビの画面部分がみるるんとなっていたり、日本神話の男性の顔がみるるんになっていたりして、他にも沢山のバリエーションがある。CI導入以降、ロゴキャラクター故に廃止を余儀なくされている。
- デジみる
  - みるるんにおけるバリエーションの一つであり、UMKでデジタル放送が始まった2006年ごろから登場した地上デジタル放送PRマスコット。着ぐるみも作られたが、ゆっぴーが登場するまでの短期間だけだった。それ自体は完全地デジ化まで使われていた。

## イベント事業
- SEAGAIA JAM NIGHT（シーガイアジャムナイト） - 毎年7月に、シーガイアで行われる音楽野外ライブ[注 20]。旧称は『PHOENIX JAZZ INN（フェニックスジャズイン・2001年まで）』、『PHOENIX JAM NIGHT（フェニックスジャムナイト・2002年 - 2009年まで）』。1977年に開始した長寿イベントとなっている。

1時間に再編集されたダイジェスト番組を制作しており、UMKでは土日の昼間枠、それ以外の九州地方にあるフジテレビ系列局は深夜枠に編成されている。UMKのみ2016年までコカ・コーラの一社提供だった。稀に九州地方以外のフジテレビ系列局や同じ系列のBS・CS局で放送される事もある。なお、過去に開催中止となったことが幾つかあり、その年のダイジェスト番組は映像が現存する過去開催の総集編で代替されている。
- UMK青少年スポーツフェスタ - 毎年3月下旬に、宮崎県内のスポーツ施設で開催される、スポーツ少年団の交流企画である。その他、青少年のスポーツ事業の積極的に支援するUMKスポーツ応援団を作っている。
- アクサレディスゴルフトーナメント in MIYAZAKI - 2013年より毎年3月下旬にUMKカントリークラブで行われる、日本女子プロゴルフ協会公認の女子プロゴルフトーナメント。大会の中継番組は、フジテレビ制作[注 23]により、最終日のみFNS系列で全国放送される[注 24]。BSフジでも最終開催日のプライムタイムに全日程の総集編が放送されている[注 25]。
  - 2025年は、フジテレビ不適切接待疑惑問題の影響でアクサ生命保険・テレビ宮崎がフジテレビを後援から外したことから、代わりにテレビ宮崎が製作著作、関西テレビ[注 26]が制作協力という形態ですることになり[注 27][注 28]、初日（3月28日、15:00 - 16:00）と32日目（3月29日、15:00 - 16:25）をテレビ宮崎のローカルで生放送、最終日（3月30日、16:05 - 17:20）をフジテレビを除く全国ネット[注 29]で録画放送することになった。また、無料BS放送もBSフジではなくBS10で最終日をディレイ放送することになった（3月30日、19:45 - 21:00）。

## 関連施設・関連企業
概要にあるとおりエフエム宮崎・宮崎日日新聞との関連が強い。

### 関連施設
UMKの公式サイト に基づく。

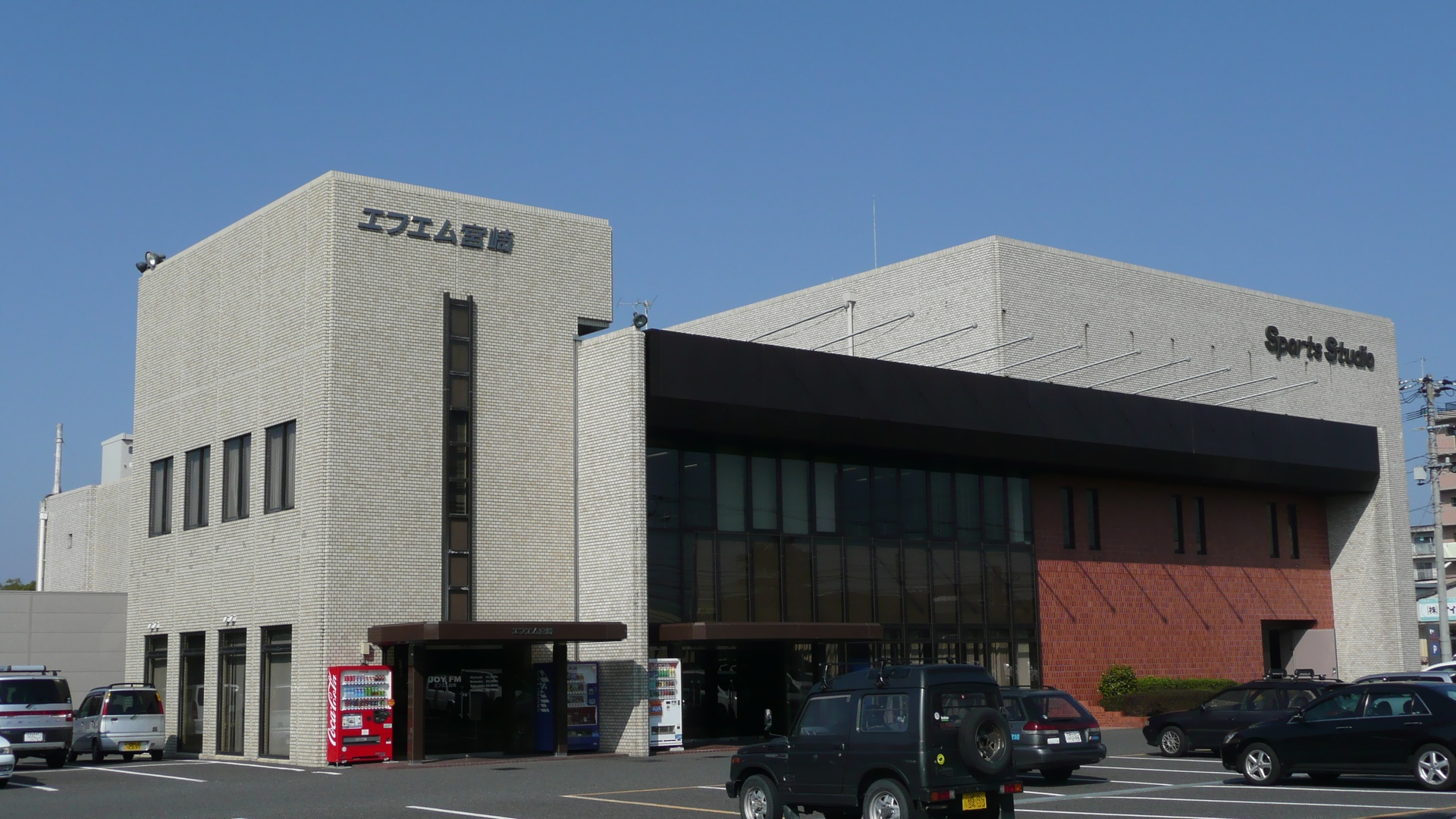
UMKスポーツスタジオ・エフエム宮崎初代本社（2009年撮影）

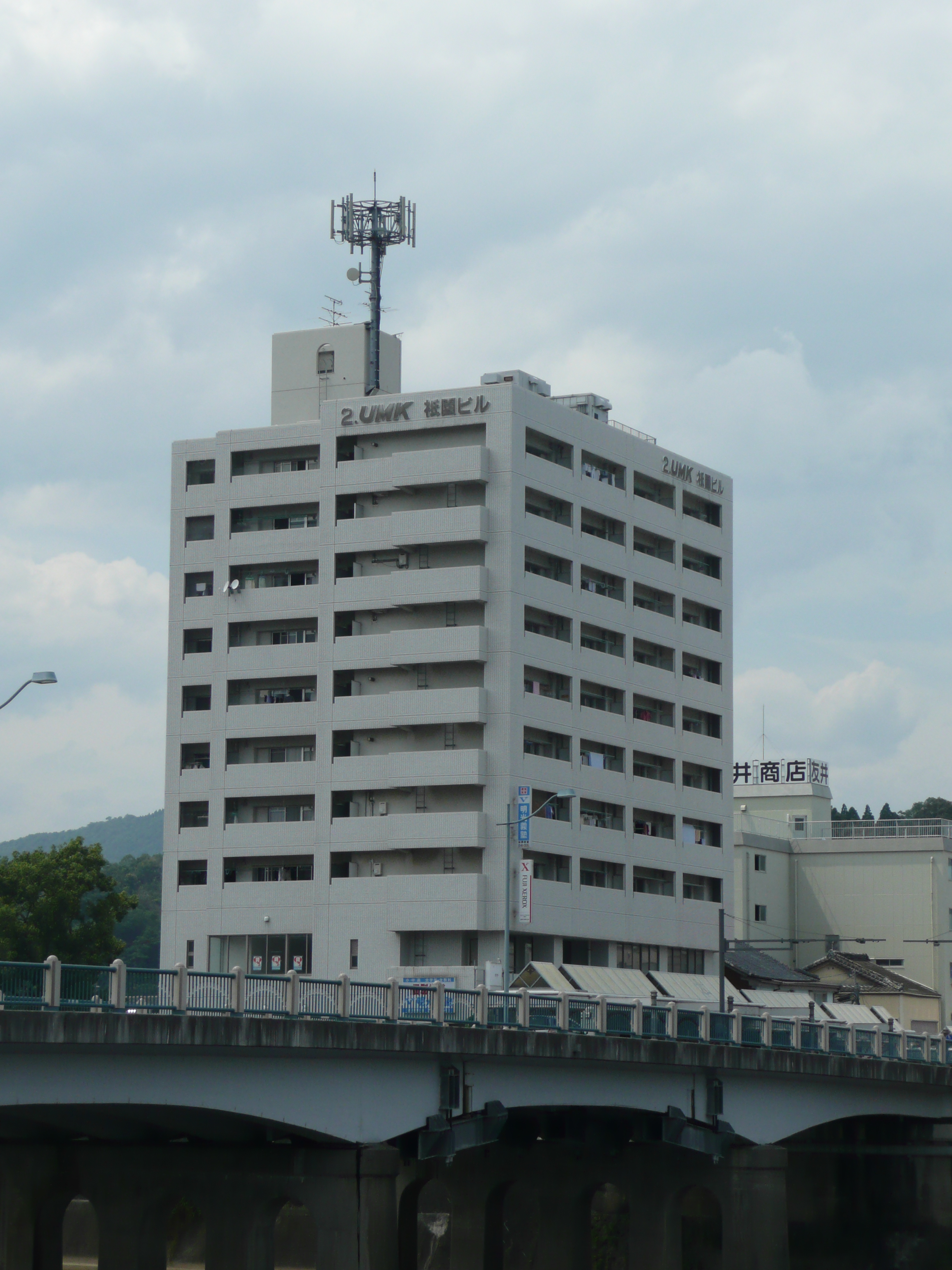
UMKマンションとして延岡市に建設されたUMK祇園ビル（2008年撮影）

- UMKハウジングパーク - UMK本社屋の南に隣接する住宅展示場。
- UMKマンション - 宮崎市と延岡市に所有する賃貸物件。
- UMKスポーツスタジオ - UMKスポーツスタジオを増床する形でエフエム宮崎の社屋が建設され、1984年の開局から2024年3月まで入居していた。2025年3月時点では現役で活用されていたが[83]、同年6月現在のUMK公式サイトには掲載がない。

2020年時点では社屋内に「喫茶みるるん」「UMKギャラリー」も設置されていた。

### 関連企業
UMKの公式サイト に基づく。
- UMKエージェンシー

1972年5月4日に宮日広告社のテレビ部門を継承するかたちで設立。
- テレビ宮崎商事
- 宮崎電子機器
- システム開発
- テレビ宮崎ゴルフ（UMKカントリークラブ）

1988年6月3日設立。同年12月9日にUMKカントリークラブの起工式を開催、総額65億円をかけて整備し、1991年7月1日に開場した。
エフエム宮崎は『UMKテレビ宮崎の30年』（2002年）ではグループ会社と扱われているが、『UMKテレビ宮崎50年史』（2021年）では掲載されていない。

#### 過去の関連会社

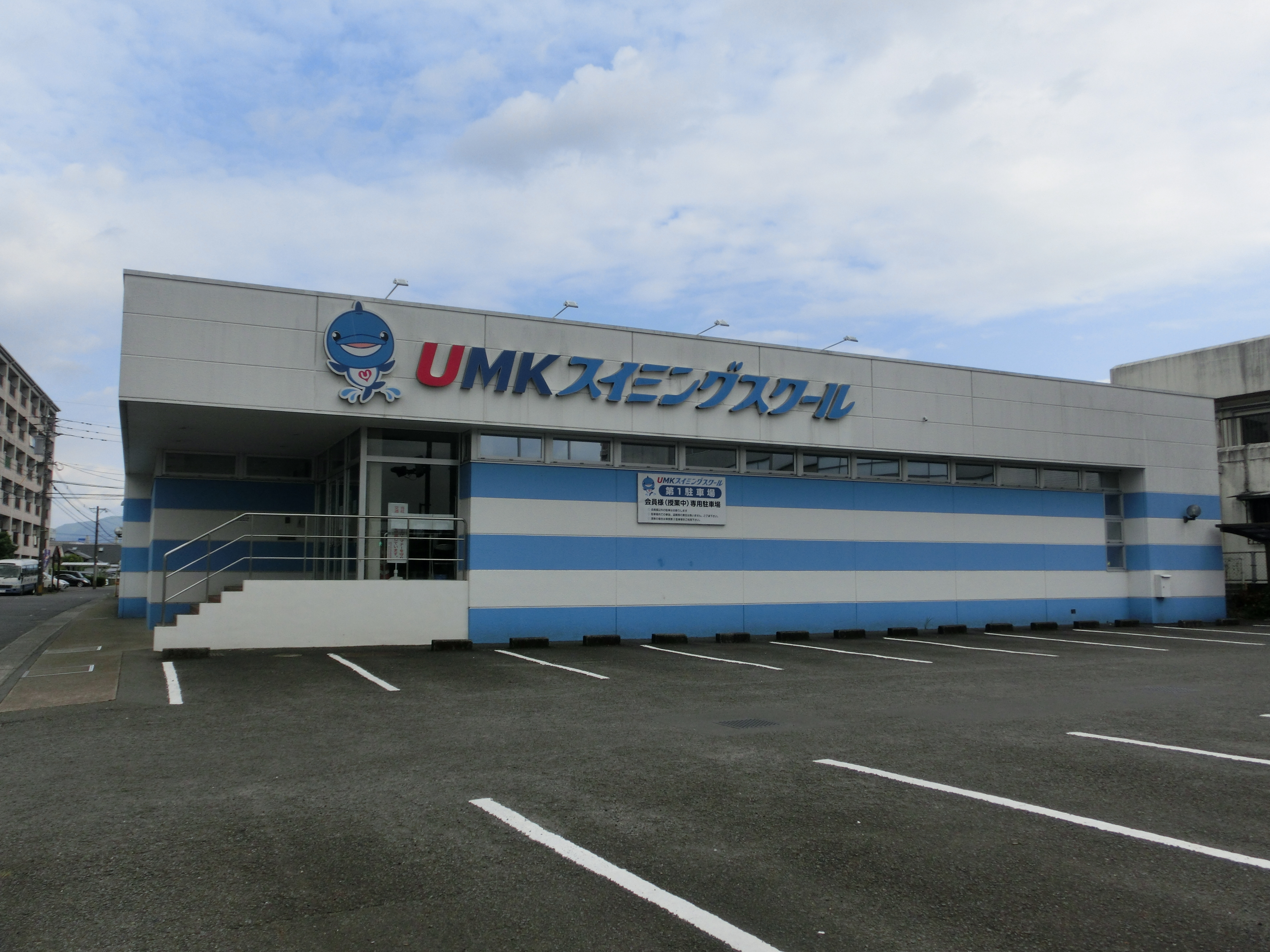
UMKスイミングスクール（2020年10月撮影）

- テレビ宮崎開発（UMKスイミングスクール）

1985年9月18日設立、1986年7月13日より都城市で「UMKスイミングスクール」を運営。建設費は1億6500万円、25m×6コースの温水プールを整備した。2020年11月にメルヘンスポーツ（本社：鹿児島市）に吸収合併、「メルヘンスポーツ都城」に改称。

## 事件・事故

### 放送事故

#### 放送停止
2007年8月15日の15:47.20に、テレビアニメ『ONE PIECE』の放送中に機器の不調により映像が停止し、数時間に及び番組に影響を及ぼした。このことにより九州総合通信局（KBT、以下略称表記）から同年10月3日に行政指導を受けた。
『ONE PIECE』の放送中に映像が停止し、30分以上そのままの状態となった。この後も事故は継続し、16時台のドラマ『セクシーボイスアンドロボ』は完全に視聴できない状態となった。放送自体は16時52分に復旧したもの、ローカルCMが放送できない状態は続いた。『UMKスーパーニュース』の全国パートである17時台は、CMの部分を「しばらくおまちください」の静止画の対応で済ませたものの、18時台の全国パートまでの番組中に幾度とCMの一部（静止画）が挿入された。また、ローカルパート内にはCMは一切挿入されず、ステーションブレイク枠は全て公共広告機構（現：ACジャパン）のCMに差し替えられた。19時頃にバックアップ体制となり、最終的に22時52分に全面復旧した。この放送事故に関するUMKへの問い合わせは電話だけでも約600件に上った。
テレビ宮崎は『UMKスーパーニュース』と『UMKニュース』内で幾度とキャスターによる謝罪 を行ったとともに、『セクシーボイスアンドロボ』については翌16日の同時刻に放送することなどを報告した。この時点では『ONE PIECE』の再放送日は未定であったが、同月17日にUMKの公式サイトなどに翌週（22日）の同時刻に改めて放送することを発表した。
同年9月28日付でUMKはKBTに放送事故に関する最終報告書を提出。これによると事故原因は「制御LANが1BUSリモコンの不調により異常をきたしたため」とされた。この対策として1BUSリモコンのソフトウェア改修や緊急用の迂回路の追加などの対策を施し、同年10月3日にKBTによる臨時検査が行われた。

#### 放送中の事故
2008年6月14日、同局の自社制作番組『JAGAJAGA天国』の中で高千穂町の尻相撲大会に参加していた柳田哲志アナウンサー（現在はアナウンス部副部長）が生中継中に水田に頭から落ち、頸椎（けいつい）骨折や脊髄損傷の重傷を負った。大分県内の病院でリハビリを受けて現在は復帰している。

### 追徴課税問題
2017年5月26日の宮崎日日新聞報道によると、代表取締役社長渡邊道徳（当時）が熊本国税局の税務調査で、2012年度 - 2015年度の出張宿泊代が社内規定を約1000万円超過し、それが個人所得にあたるという指摘により600数十万円の追徴課税を受け、追徴課税分の約600万円を渡邊個人が納付したことが、同年5月25日に明らかとなった。追徴課税の納付は役員報酬の引き上げで賄われたものであり、渡邊の実質的な負担はなかった（渡邊も26日の記者会見でこれを認めている）。なお、UMKは追徴課税分を補填するため、渡邊の役員報酬を引き上げているが、今後、この役員報酬の引き上げが適正であったかどうか、社内の旅費規程や運用ルールに問題がないか、第三者（弁護士、公認会計士、監査役）による精査で不適切と判断された場合、渡邊自ら返還するという。
その後、第三者による調査委員会は本件を「会社に対する重大な損害である」と判断し、これを受けて取締役会は渡邊の退任時に支給される役員退職慰労金1億8500万円を85％減額し、支給額を5700万円とする決議を行った。渡邊はこれを不服として会社を相手に損害賠償請求を起こし、一審・二審では訴えが認められたものの、上告審判決で逆転敗訴となっている。

### 放送障害
2021年4月26日13時42分頃から15時頃まで約1時間あまりに渡って、映像・音声の乱れにより県内全域で放送が正常に受信できないトラブルが発生した。送信所の機器の故障が原因とみられている。